# Moritz von Blanckenburg

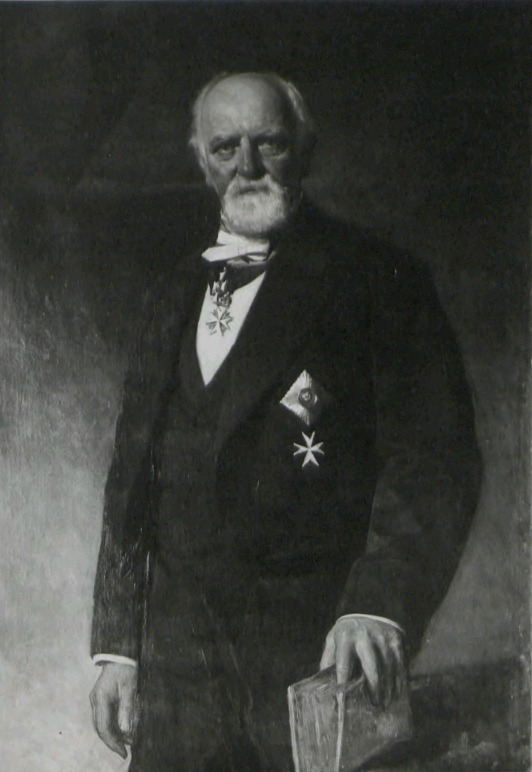
Moritz von Blanckenburg

Moritz von Blanckenburg (* 25. Mai 1815 in Zimmerhausen, Kreis Regenwalde; † 3. März 1888 ebenda) war ein deutscher Großgrundbesitzer und Parlamentarier. In den Jahren vor und nach der Deutschen Reichsgründung saß er als Konservativer im Reichstag (1867–1873).

## Familie
Moritz von Blanckenburg entstammte dem alten pommerschen Adelsgeschlecht von Blanckenburg. Er war der Sohn des Großgrundbesitzers Eduard von Blanckenburg (1789–1872) und der Emma von Frankenberg und Proschlitz (1793–1838), sowie Enkel des Henning Dionysius Ludwig von Blanckenburg (1764–1813) und der Friederike von Zastrow. Henning von Blanckenburg hatte 1801 das Allodial-Rittergut Zimmerhausen im Kreis Regenwalde erworben.
Blanckenburg war zunächst mit der guten Freundin Bismarcks, Marie von Thadden-Trieglaff (* 1822; † 1846), Tochter des konservativen preußischen Politikers und Gutsbesitzers Adolf von Thadden-Trieglaff (* 1796; † 1882) vermählt, ging jedoch nach ihrem frühen Ableben 1853 eine zweite Ehe mit Therese von Below-Reddentin (* 1822; † 1892) ein.
Seine Tochter Magdalena von Blanckenburg heiratete 1864 Waldemar von Roon, den Sohn des preußischen Generalfeldmarschalls und Ministers Albrecht von Roon. Moritz von Blanckenburg war ein Jugendfreund Otto von Bismarcks („Bekehrungsbrief 1843“).

## Leben

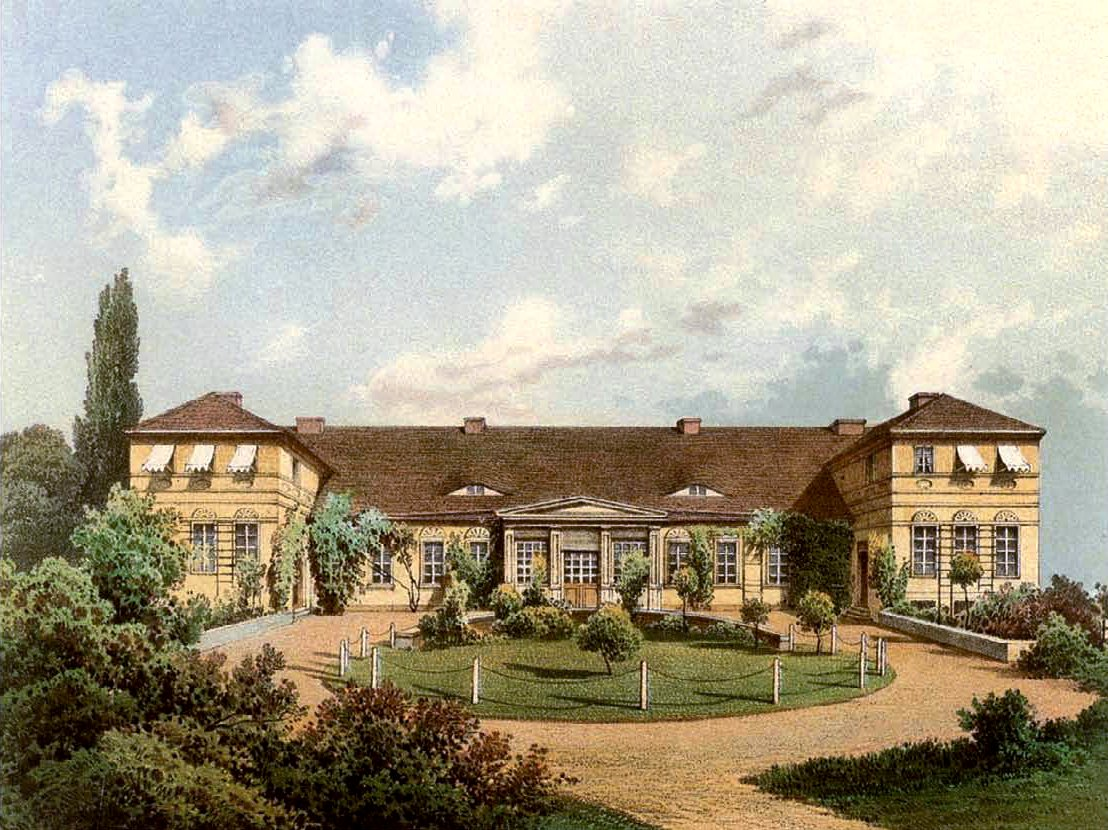
Rittergut Zimmerhausen um 1861/62, Sammlung Alexander Duncker

Blanckenburg besuchte das Berlinische Gymnasium zum Grauen Kloster und studierte an der Friedrich-Wilhelms-Universität zu Berlin Rechtswissenschaft und Staatswissenschaften. Er war 1838 einer der Stifter des Corps Neoborussia Berlin. Nachdem er am Gericht in Stettin und am Kammergericht in Berlin tätig gewesen war, quittierte er 1843 den Staatsdienst, um die Verwaltung der väterlichen Güter zu übernehmen.
Daneben war er auf den Kommunallandtagen und den Provinziallandtagen vielfach tätig. 1851 wurde er Mitglied der Zweiten Kammer des Preußischen Abgeordnetenhauses. 1861 war er Mitbegründer des Preußischen Volksvereins, ab 1862 dessen Vorsitzender. Bei der Reichstagswahl Februar 1867 und der Reichstagswahl August 1867 wurde er für den Wahlkreis Stettin 6 (Naugard, Regenwalde) in den Reichstag (Norddeutscher Bund) gewählt. Gleich bei seinem Eintritt in das parlamentarische Leben schloss er sich der äußersten Rechten (damals Fraktion Gerlach) an, und dieser Partei blieb er in allen Phasen der Entwicklung Preußens treu. Allmählich wurde er ihr parlamentarischer Führer. Bei der Reichstagswahl 1871 kam er in den Reichstag (Deutsches Kaiserreich).
Als Otto von Bismarck nach dem Krieg 1870/71 den Kampf gegen die römisch-katholische Hierarchie begann, sich den Liberalen näherte und die Gesetze über Schulaufsicht, Zivilehe u. a. vorlegte, zog sich Moritz von Blanckenburg vom politischen Leben gänzlich zurück, da er diese Wendung des ihm seit langem befreundeten Reichskanzlers nicht billigen konnte.
Er war von 1883 bis 1888 Generallandschaftsdirektor der Pommerschen Landschaft. 1885 erhielt er den Titel Wirklicher Geheimrat. Moritz von Blanckenburg und seine Frau Marie von Thadden-Trieglaff gehörten zum Kreis pommerscher Pietisten („Grünhoff-Gemeinde“) um Hans Hugo von Kleist-Retzow.